# 萊克維尤鎮區 (明尼蘇達州貝克縣)
萊克維尤鎮區（英語：Lake View Township）是位於美國明尼蘇達州貝克縣的一個行政鎮區。

## 歷史
萊克維尤鎮區於1872年設立，鎮區得名自當地優美多湖的景色。

## 地方資料
萊克維尤鎮區的面積為75.50平方千米，當中陸地面積為55.10平方千米，而水域面積為20.40平方千米。根據2020年美國人口普查的數據，當地共有人口1783人，而人口密度為每平方千米23.62人。